# Mémorial contre la guerre et le fascisme
48° 12′ 16,8″ N, 16° 22′ 06,8″ E
Ne doit pas être confondu avec Monument contre la guerre et le fascisme.

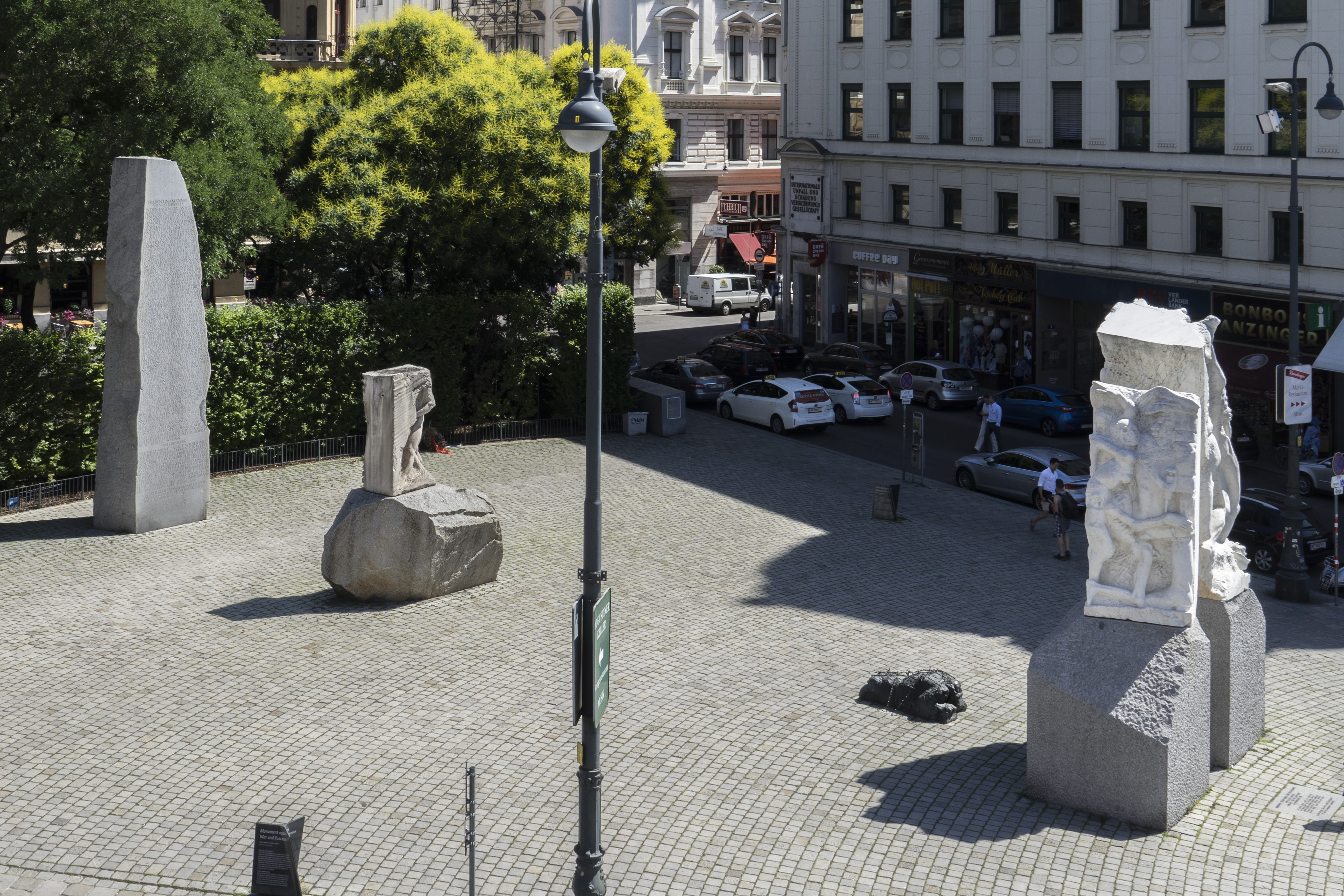
Le mémorial sur la Place Helmut-Zilk.

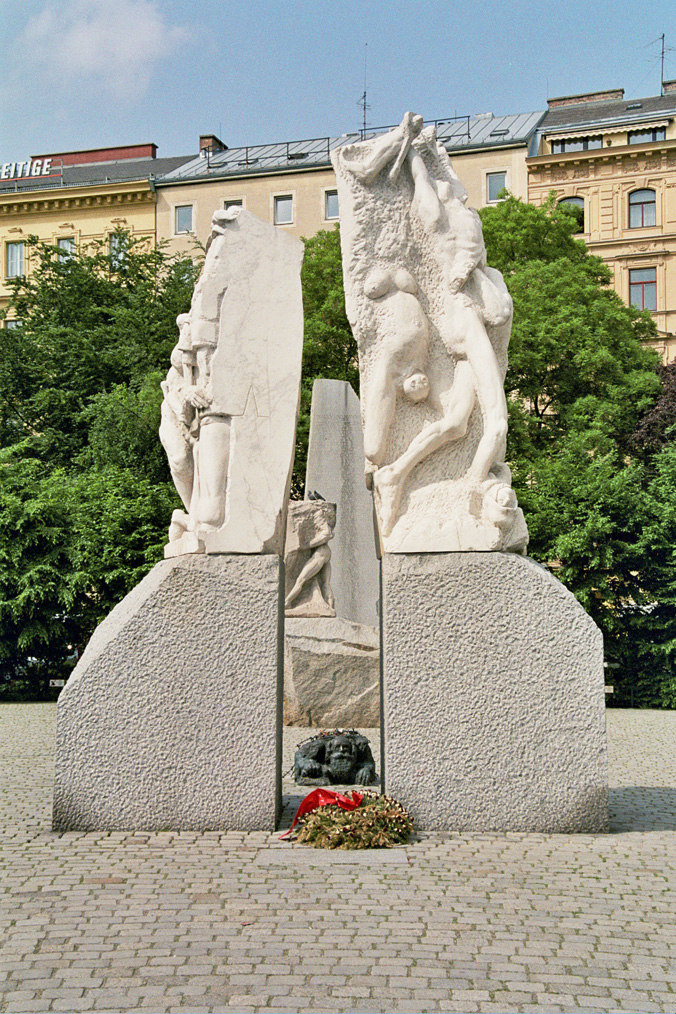
La « Porte de la violence » et la sculpture en bronze du « Juif agenouillé nettoyant la rue ».

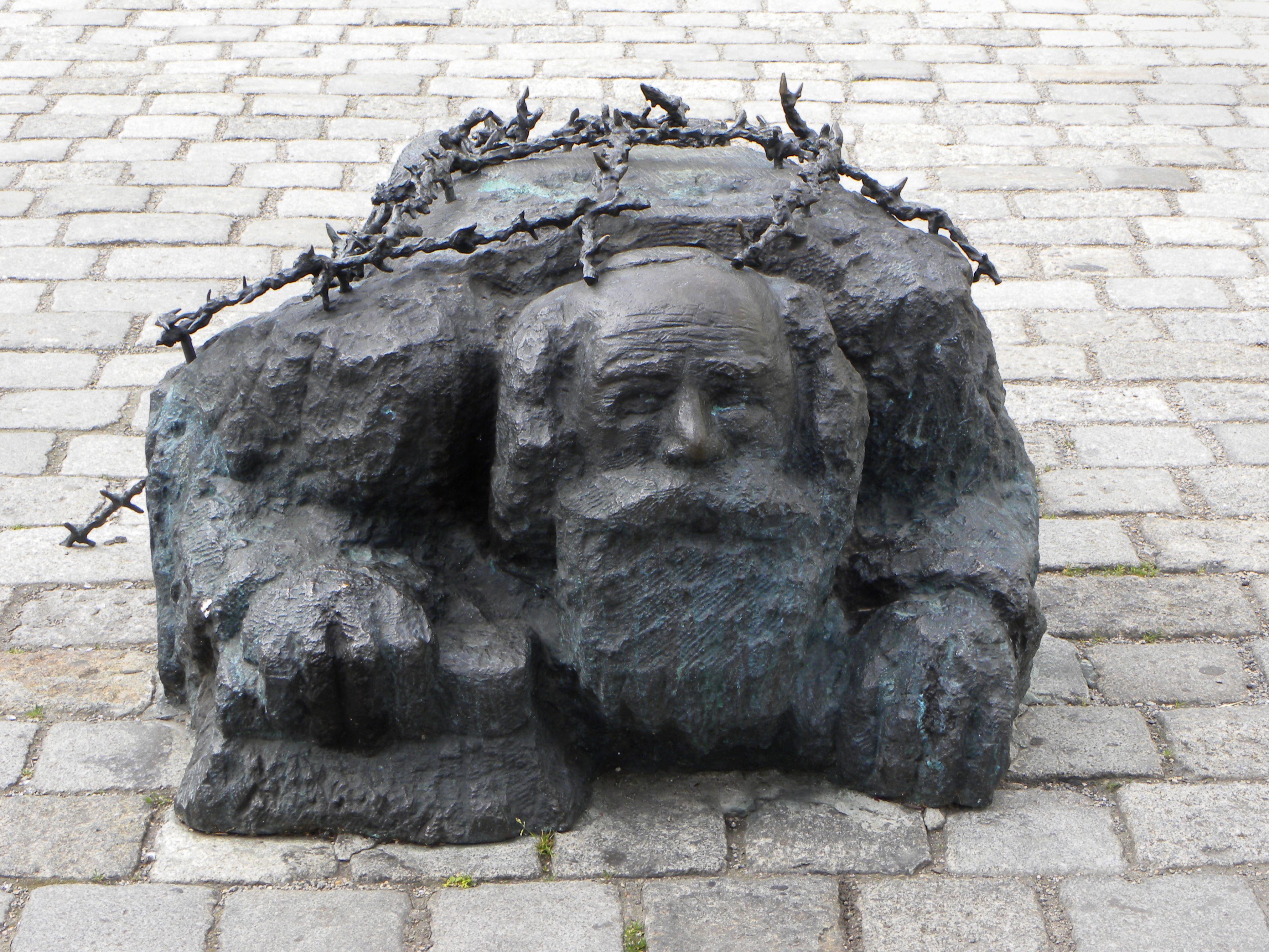
Détail de la figure centrale.

Le Mémorial contre la guerre et le fascisme (en allemand : Mahnmal gegen Krieg und Faschismus), appelé aussi Monument contre la guerre et le fascisme est une œuvre du sculpteur autrichien Alfred Hrdlicka, installée en 1988 sur l'Albertinaplatz (en partie renommée Place Helmut-Zilk) à Vienne, derrière l'opéra d'État de Vienne et face au palais de l'archiduc Albert, édifiée en souvenir des victimes de la période nazie en Autriche, de la dictature et de la Seconde Guerre mondiale. 

## Histoire
Sur le site se trouvait le Philipphof, un grand immeuble résidentiel représentatif de l'époque wilhelminienne, détruit par un bombardement aérien le 12 mars 1945. Des centaines de personnes réfugiées dans les caves sont tuées, mais seuls 180 corps sont retrouvés. Le nombre exact de victimes n'a pu être déterminé. Les ruines sont déblayées en 1947, et le site, propriété de l'État, est déclaré non constructible.
C'est en 1988, déclarée année du Souvenir (Bedenkjahr) que la ville de Vienne, à l'initiative du maire Helmut Zilk, érige le Mémorial contre la guerre et le fascisme. La conception et l'exécution sont confiées au sculpteur autrichien Alfred Hrdlicka, sur décision du conseil municipal de Vienne cinq ans plus tôt le 30 septembre 1983. Il est inauguré le 24 novembre 1988. Il s'agit du premier monument dans l'espace public à traiter du passé autrichien sous le nazisme ; il marque, après l'affaire Waldheim, un tournant dans le débat sur le « rôle de victime » de l'Autriche (Opferthese (de)).

## Description
Le monument est composé de plusieurs éléments : Tor der Gewalt, Hinterlandsfront, Heldentod, Straßenwaschender Jude, Orpheus betritt den Hades, Stein der Republik.
La Porte de la violence (Tor der Gewalt) est en granit, le même type de pierre qui a été traînée par des milliers de prisonniers sur l'escalier de la mort du camp de concentration de Mauthausen. La partie gauche de la porte commémore les victimes des meurtres de masse nazis dans les camps et prisons, les victimes de la résistance allemande et de la persécution pour des raisons d'appartenance nationale, religieuse et ethnique, de handicap mental ou physique ou d'orientation sexuelle. Le groupe de figures de la colonne de droite est dédié à la mémoire des victimes de la guerre. Le corps sans visage d'une femme en train d'accoucher symbolise lui la renaissance de l'Autriche après les horreurs de la guerre.
Les premières victimes des nazis ont été les opposants politiques et les Juifs. Après l'annexion de l'Autriche et son intégration dans le Reich allemand le 12 mars 1938, les Juifs sont contraints de nettoyer à genoux les rues des slogans pro-autrichiens et anti-nazis, une humiliation publique nommée Reibpartie (de). La sculpture en bronze d'un Juif agenouillé nettoyant le sol, Kniender und straßenwaschender Jude, fait référence à cet événement qui précède la persécution et le meurtre impitoyables de citoyens juifs immédiatement après l'Anschluss.
Orphée entre dans le royaume d'Hadès (Orpheus betritt den Hades), une figure masculine s'élevant d'un bloc de marbre, est un mémorial aux victimes des bombardements et à ceux qui ont résisté au national-socialisme au péril de leur vie.
Le 27 avril 1945, alors que les combats se poursuivent encore dans l'ouest de l'Autriche, les représentants des partis politiques nouveaux ou anciens proclament l'indépendance de l'Autriche et le rétablissement de la République. Des extraits de la Déclaration d'indépendance et les noms des signataires sont immortalisés sur la Pierre de la République (Stein der Republik), faite de granit de Mauthausen, pesant 57 tonnes et mesurant 8,4 mètres de haut.

## Réception de l'œuvre
La mise en place du mémorial s'accompagne à l'époque de critiques. D'une part, certains ne veulent pas qu'on rappelle le rôle joué par les Autrichiens pendant le national-socialisme, tandis que d'autres trouvent inapproprié l'emplacement près de l'Opéra d'État et de l'Albertina. L'expression « toutes les victimes de la guerre » est également critiquée, la sculpture de droite montrant un soldat de la Wehrmacht tombé au combat, couché sur le sol. Des représentants des communautés religieuses israélites ainsi que Simon Wiesenthal ont plaidé en faveur d'un mémorial séparé dédié aux victimes juives, le Mémorial de la Shoah, érigé en 2000 sur la Judenplatz.
La sculpture du Juif agenouillé ne fut souvent pas reconnue comme mémorial, certains visiteurs s'asseyant sur le dos pour se reposer. L'auteur de l'œuvre Alfred Hrdlicka installa donc un fil de fer barbelé pour y remédier.
Au fil des ans, le mémorial est largement accepté et est devenu un important lieu de visite de la ville.

## Galerie

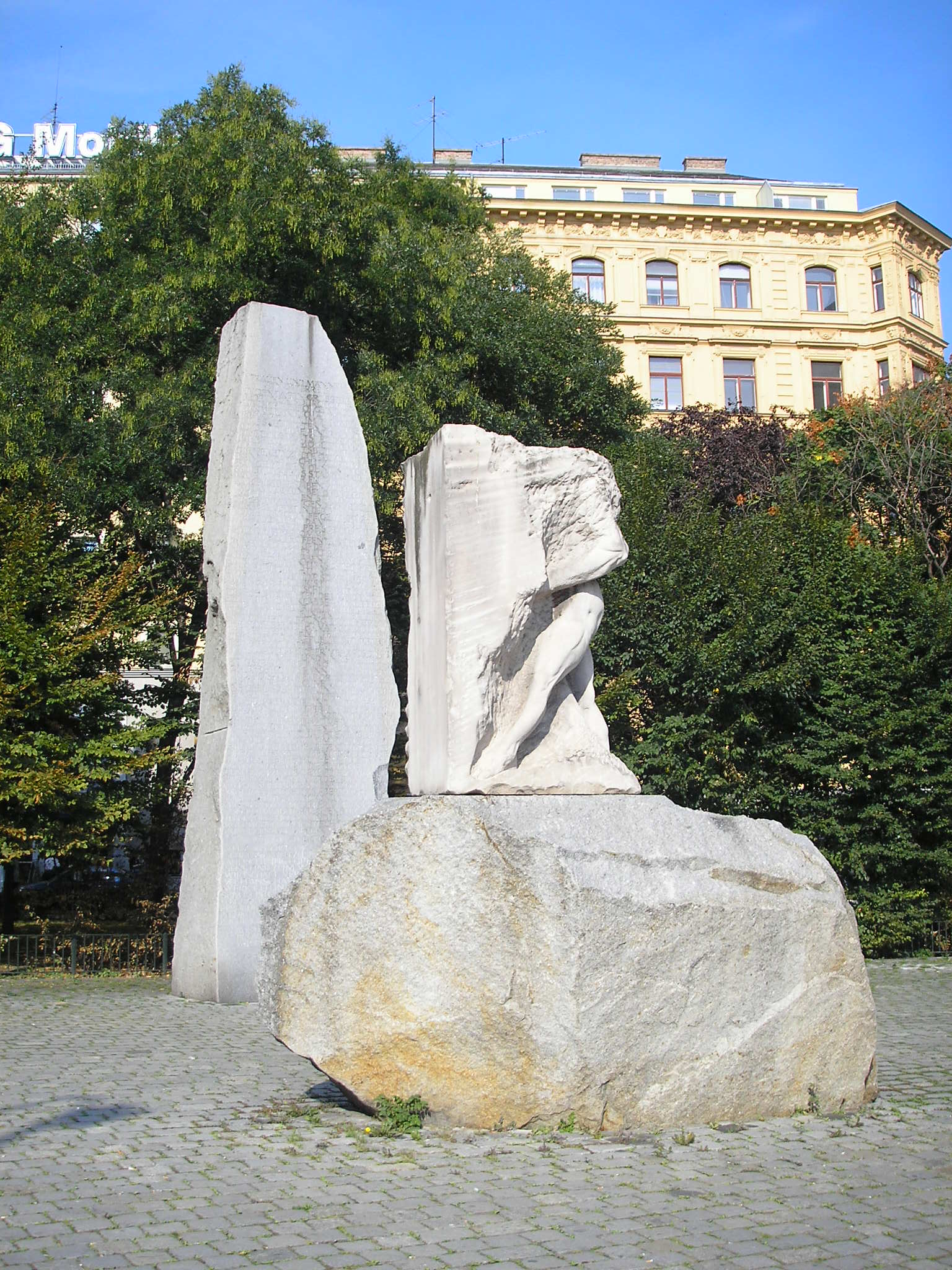
Orphée entre dans le royaume d'Hadès (Orpheus betritt den Hades) et la Pierre de la République en arrière-plan.
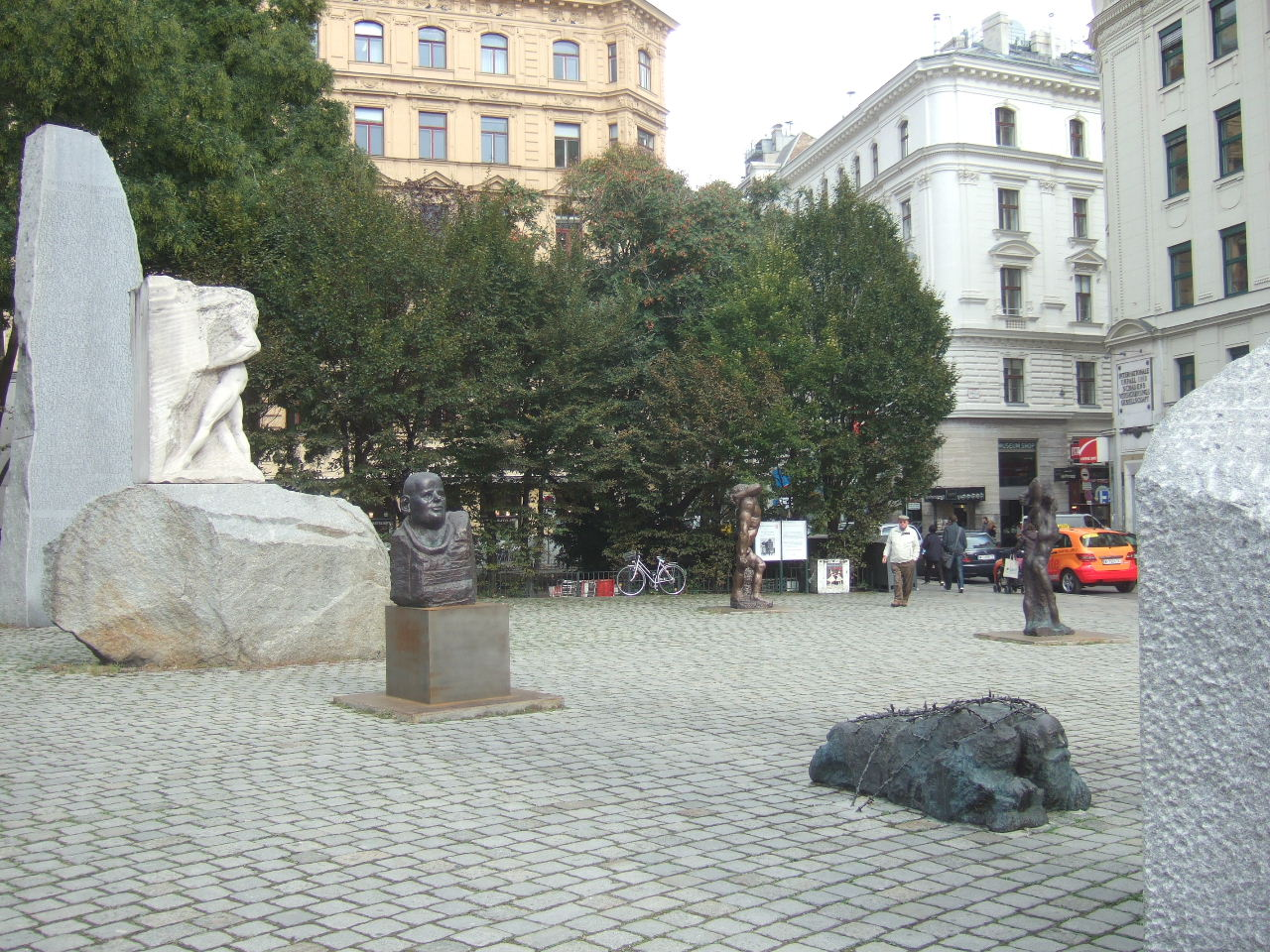
Mémorial (2009) et trois ouvrages complémentaires : Portrait Bonhoeffer, Orphée II (derrière à gauche), Orphée I (derrière à droite).
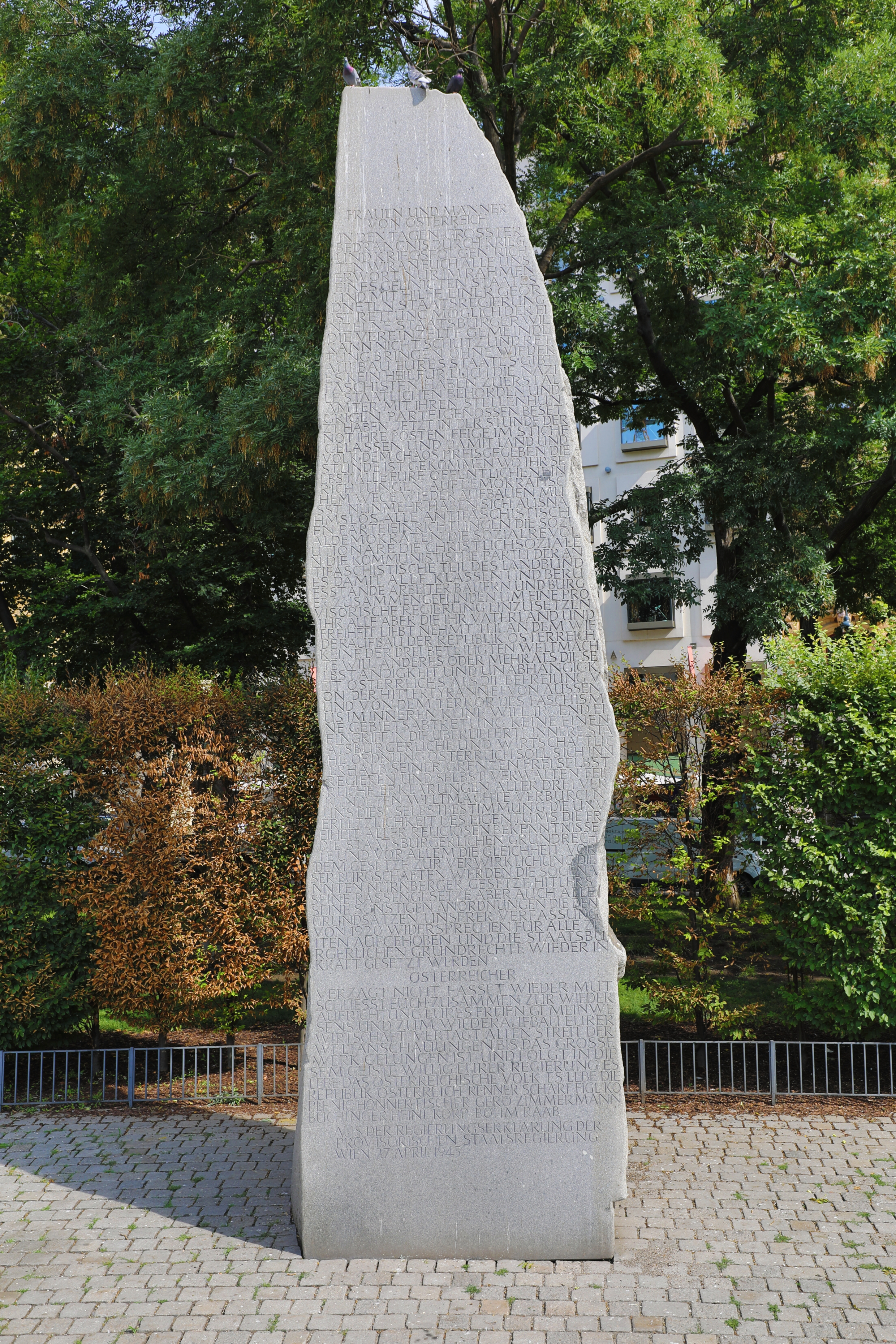
Pierre de la République (Stein der Republik)
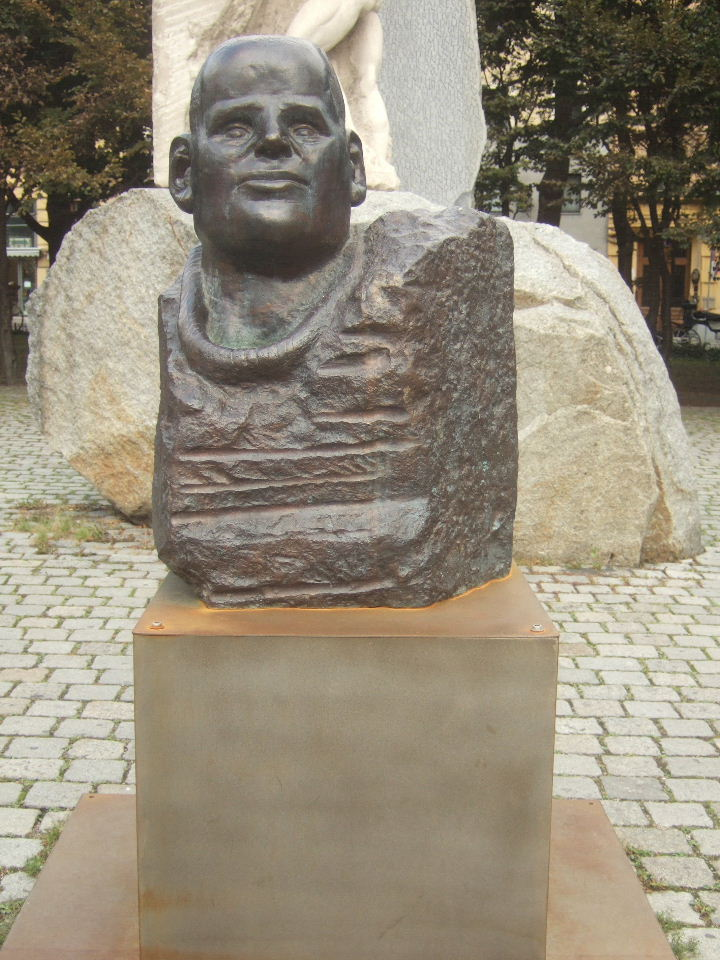
Portrait Bonhoeffer (1977)
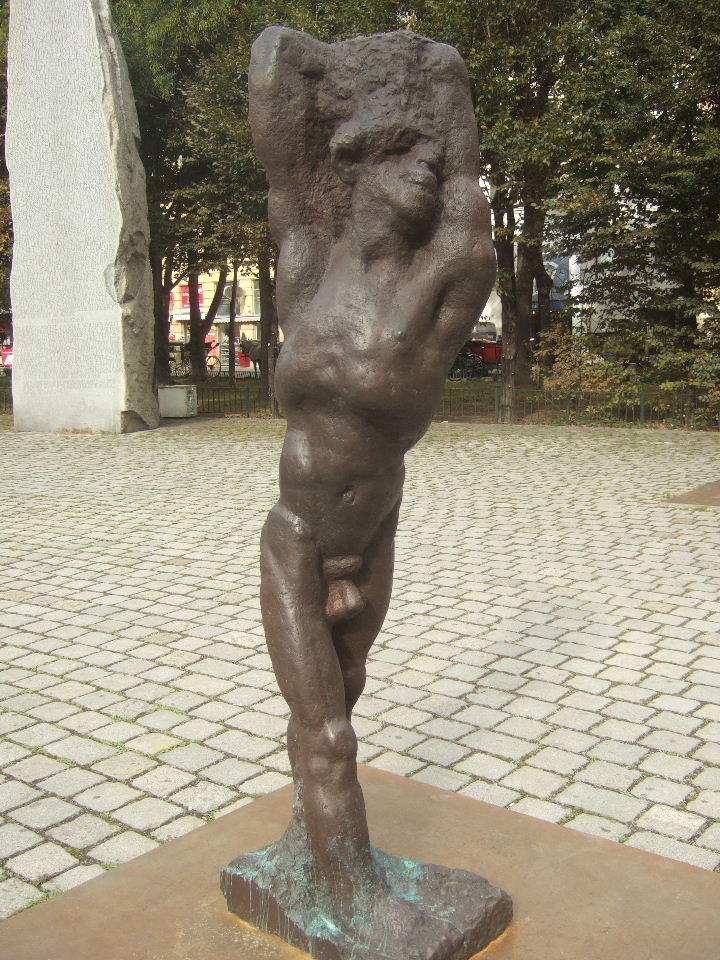
Orphée I (1963)
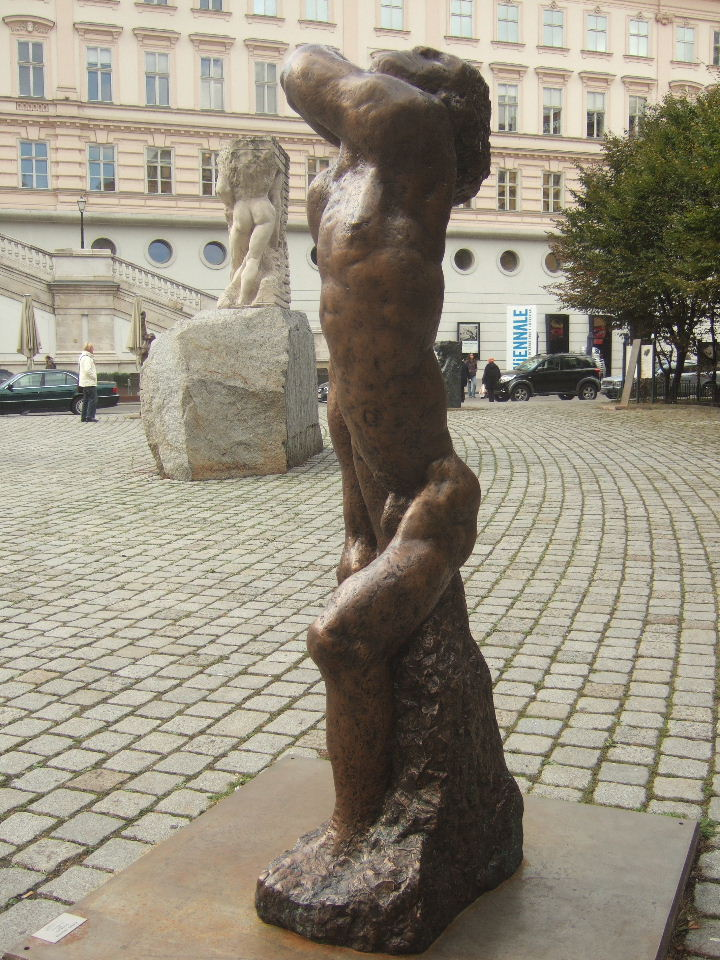
Orphée II (1963)
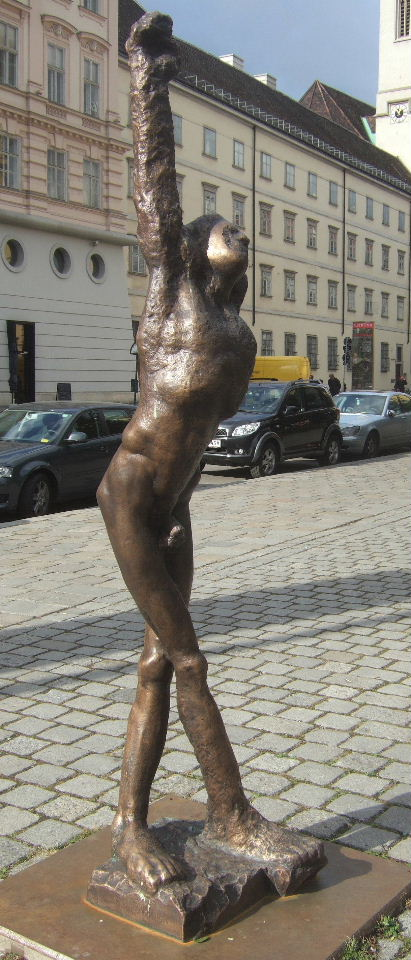
Marsyas I (1955/57 – 1962)
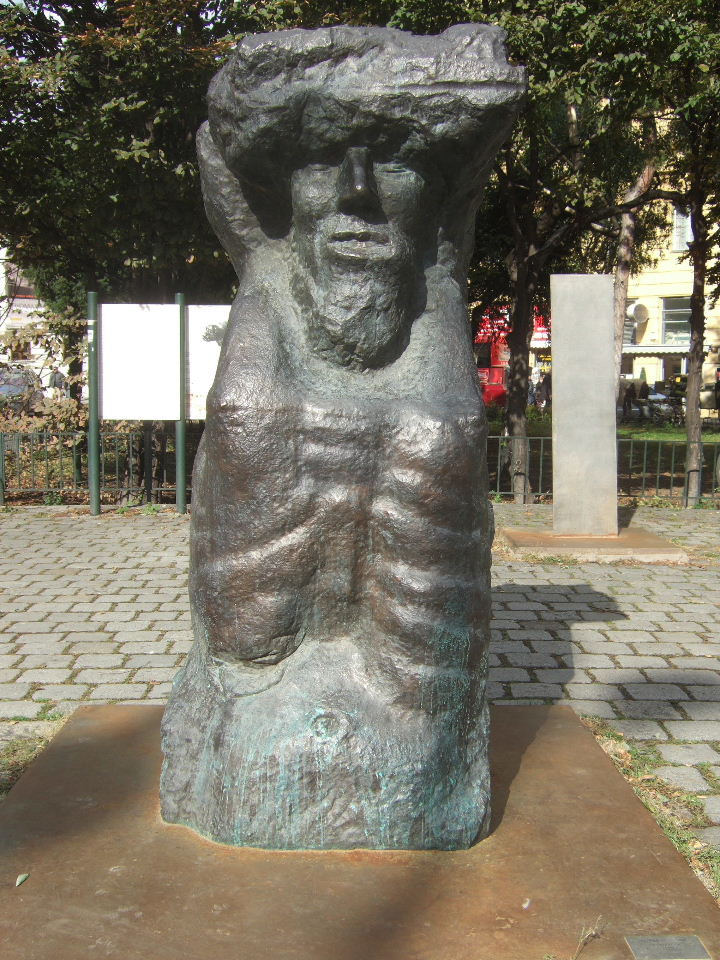
Incarnation (1994 – 1996)